# Brachistochrone kromme

De curve van snelste daling is een cycloïde (rood)

Een brachistochrone kromme (Grieks: βραχιστος, brachistos, kortste en χρονος, chronos, tijd) of curve van snelste daling is de lijn tussen twee punten A en B, waarbij B lager dan, maar niet recht onder A ligt, waarover een wrijvingloos glijdend voorwerp binnen zo kort mogelijke tijd van het begin- naar het eindpunt beweegt, onder invloed van de zwaartekracht.

## Probleem
Het brachistochrone probleem is welke curve de brachistochrone kromme is tussen twee punten A en B, waarbij A hoger ligt dan B. Het blijkt dat de gevraagde lijn een cycloïde is die in A verticaal begint en door B gaat. De brachistochrone kromme hangt niet af van de massa van het voorwerp of van de valversnelling.
Het probleem kan worden opgelost door gebruik te maken van functionaalanalyse en in het bijzonder de variatierekening.
Merk op dat als het voorwerp een beginsnelheid krijgt, of als er sprake is van wrijving, de ideale lijn afwijkt van de hierboven beschreven vorm.

### Bewijs
Laat de gezochte kromme beschreven worden door de functie {\displaystyle y=f(x)} (krommen met verticale gedeelten kunnen direct uitgesloten worden). Voor een stukje afgelegde weg {\displaystyle \mathrm {d} s} langs de kromme geldt:
{\displaystyle \mathrm {d} s={\sqrt {(\mathrm {d} x)^{2}+(\mathrm {d} y)^{2}}}={\sqrt {1+(y')^{2}}}\ \mathrm {d} x}
Omdat de kinetische energie gelijk is aan de verloren potentiële energie, geldt voor de snelheid {\displaystyle v}:
{\displaystyle v={\frac {\mathrm {d} s}{\mathrm {d} t}}={\sqrt {2gy}}}
Uit de twee relaties volgt:
{\displaystyle \mathrm {d} t={\sqrt {\frac {1+(y')^{2}}{2gy}}}\ \mathrm {d} x}
Integratie levert voor de benodigde tijd {\displaystyle T(y)} om langs de kromme {\displaystyle y} van A naar B te komen:
{\displaystyle T(y)=\int _{x_{A}}^{x_{B}}{\sqrt {\frac {1+(y')^{2}}{2gy}}}\ \mathrm {d} x},
waarin {\displaystyle x_{A}} en {\displaystyle x_{B}} de x-coördinaten van de punten A en B zijn.
Het gaat er dus om het minimum van de functionaal {\displaystyle T} te vinden. Volgens de euler-lagrange-vergelijking voldoen de stationaire punten aan de vergelijking:
{\displaystyle {\frac {\partial h}{\partial y}}-{\frac {\mathrm {d} }{\mathrm {d} x}}{\frac {\partial h}{\partial y'}}=0},
waarin {\displaystyle h} de integrand uit de functionaal is:
{\displaystyle h={\sqrt {\frac {1+(y')^{2}}{2gy}}}}
Invullen levert na enige berekening de differentiaalvergelijking:
{\displaystyle (1+(y')^{2})y=C},
met als oplossing:
{\displaystyle x(\theta )=a(\theta -\sin(\theta ))}
{\displaystyle y(\theta )=a(1-\cos(\theta ))},
wat een cycloïde voorstelt.

## Functie
De kromme is in een coördinatenstelsel te berekenen met de volgende formule:
{\displaystyle x=r\cdot (\theta -\sin(\theta ))}
{\displaystyle y=r\cdot (\cos(\theta )-1)}
waarin {\displaystyle r} de straal van de zich "afrollende" cirkel voorstelt en {\displaystyle \theta } de hoek van de rollende cirkel die loopt van 0 tot {\displaystyle 2\pi } in radialen.

## Geschiedenis
Galilei stelde dat de oplossing van het brachistochrone probleem een cirkelboog was. Foutief, naar later bleek. Johann Bernoulli loste het probleem op door gebruik te maken van het – al eerder opgeloste – probleem van de tautochrone kromme. In juni 1696 legde hij het probleem voor aan de lezers van Acta Eruditorum. Vier wiskundigen reageerden met een oplossing: Isaac Newton, Jakob Bernoulli (Johanns broer), Gottfried Leibniz en Guillaume de l'Hôpital. Vier oplossingen (inclusief die van Johann Bernoulli - die van l'Hôpital ontbrak) werden gepubliceerd in het nummer van mei 1697.
In een poging om zijn broer te overtroeven maakte Jakob Bernoulli een moeilijkere versie van het brachistochrone probleem. Bij het oplossen hiervan ontwikkelde hij nieuwe methoden, die door Leonhard Euler werden verfijnd en onderdeel werden van wat hij in 1766 presenteerde als calculus. Joseph-Louis Lagrange werkte hier verder aan en dit resulteerde in wat wij nu de wiskundige analyse noemen.
Een andere rivaliteit, tussen Newton en Leibniz, droeg ook bij aan de ontwikkelingen. Beiden claimden dat ze het brachistochrone probleem als eerste hadden opgelost en ze bleven over dit soort zaken ruziën tijdens de verdere ontwikkeling van de calculus.

## Referentie
1. ↑  Galilei, Galileo: Discorsi e dimostrazioni matematiche intorno a due nuove scienze, Elsevier, Leiden, 1638